# Goiânia Viva
Goiânia Viva é um bairro localizado no município de Goiânia, capital de Goiás, na Região oeste da cidade. Nele se localiza o Terminal Goiânia Viva, onde passam várias linhas de ônibus que trafegam para vários bairros de Goiânia.
Segundo dados do Instituto Brasileiro de Geografia e Estatística (IBGE), divulgados pela prefeitura, no Censo 2010 a população do Goiânia Viva era de 7 504 pessoas.